# Long Newnton
Ne doit pas être confondu avec Longnewton.
Long Newnton est un village et une paroisse civile du Gloucestershire, en Angleterre. Il est situé entre les villes de Malmesbury et Tetbury, à la frontière du comté de Wiltshire dont il relevait par le passé. Administrativement, il relève du district de Cotswold. Au moment du recensement de 2011, il comptait 211 habitants.